# Station Saint-Priest
Station Saint-Priest is een spoorwegstation in de Franse gemeente Saint-Priest.

## Foto's

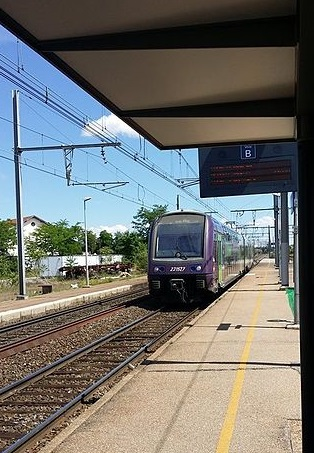